# Saal an der Donau
Pour les articles homonymes, voir Saal.
Saal an der Donau est une commune de Bavière (Allemagne), située dans l'arrondissement de Kelheim, dans le district de Basse-Bavière.